# 마려
마려(馬黎, ?~?)는 백제의 개국공신이다. 장흥 마씨, 목천 마씨의 시조이기도 하다.
기원전 18년 고구려 동명왕의 셋째 아들 온조를 인도하여 졸본부여(卒本扶餘)를 피해 남하해서 위례성을 도읍으로 백제를 건국하고 온조(溫祚)를 왕(王)으로 받들었다. 온조왕이 개국원훈(開國元勳) 마려에게 좌보(左輔)의 벼슬을 내렸다.

## 생애
주몽이 북부여에 있을 때 낳은 아들이 찾아와서 주몽이 그를 태자로 삼았다. 비류와 온조는 태자에게 받아들여지지 않을 것을 두려워하여 오간(烏干), 마려 등 10명의 신하들과 남쪽으로 떠났는데 따르는 백성이 많았다. 드디어 한산(漢山)에 이르러 부아악에 올라 살 만한 땅을 찾아보았다.

비류가 바닷가에 거처를 정하려고 하자, 마려 등 10명의 신하가 말하였다. 
| “ | 이 하남의 땅은 북쪽으로는 한수(漢水, 한강)가 흐르고, 동쪽으로는 높은 산이 둘러있고, 남쪽으로는 비옥한 들판을 바라보고, 서쪽으로는 큰 바다로 가로막혀 있으니 얻기 어려운 요새라 할 수 있습니다. 이곳에 도읍을 정하는 것이 좋지 않겠습니까? | ” |

 비류는 듣지 않고 백성을 나누어 미추홀로 가서 살았다.
비류는 미추홀의 땅이 습기가 많고 물이 짜서 편안히 살 수가 없었다. 위례성으로 와서 도읍이 안정되고 백성들이 편안히 지내는 것을 보고는 후회하다가 죽었다. 비류의 백성들이 모두 위례성으로 돌아왔다.
기원전 18년 온조는 하남(河南) 위례성에 도읍을 정하고 10명의 신하를 보필로 삼고 나라 이름을 십제(十濟)라고 하였다. 마려는 백제 건국 후에는 온조를 보좌하였다. 온조왕이 백제 개국원훈(開國元勳) 마려에게 좌보(左輔)의 벼슬을 내렸다.
온조가 처음 올 때 백성이 즐겨 따라왔기 때문에 나라 이름을 백제(百濟)로 고쳤다.

## 문화재
충청남도 부여군 규암면 합정리의 백제문화단지에 백제 시대 귀족의 집들을 재현해 놓은 생활문화마을이 있다. 생활문화마을 위에 자리잡은 위례성은 한성 백제(기원전 18년 ~ 서기 475년)의 도읍을 재현해 놓은 공간으로 위례궁, 고상가옥, 개국공신 마려의 집 등을 당시 백제의 건축과 생활상을 볼 수 있도록 조성되어 있다.

## 십제공신
백제 개국에 공을 세운 십제공신 10인 중 삼국사기에 기록된 인물은 마려와 오간뿐이고, 나머지는 족보 등에 기록되어 있다.
- 마려(馬藜) - 장흥, 목천 마씨(馬氏) 시조
- 오간(烏干)
- 전섭(全聶) - 전씨(全氏) 시조
- 을음(乙音)
- 해루(解婁)
- 흘간(屹干)
- 곽충(郭忠)
- 한세기(韓世奇)
- 범창(笵昌)
- 조성(趙成) - 직산 조씨 시조